# Dekanat przemęcki
Dekanat przemęcki – jeden z 43 dekanatów archidiecezji poznańskiej.

## Parafie
- Parafia św. Jana Chrzciciela w Przemęcie
- Parafia św. Jadwigi w Brennie
- Parafia św. Franciszka z Asyżu w Bronikowie
- Parafia św. Marcina w Bukówcu Górnym
- Parafia św. Jakuba Większego Apostoła w Dłużynie
- Parafia św. Wojciecha w Kaszczorze
- Parafia św. Maksymiliana Marii Kolbego w Mochach
- Parafia Niepokalanego Poczęcia Najświętszej Maryi Panny w Siekowie
- Parafia Świętej Trójcy we Włoszakowicach

### Sąsiednie dekanaty
- wolsztyński,
- śmigielski,
- święciechowski,
- Wschowa (diecezja zielonogórsko-gorzowska)

## Galeria

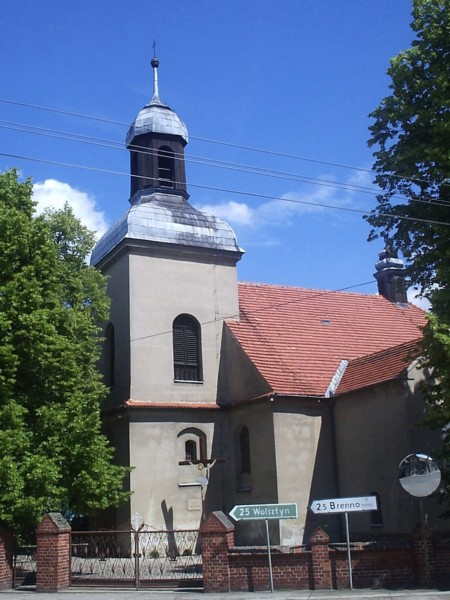
Kościół w Brennie
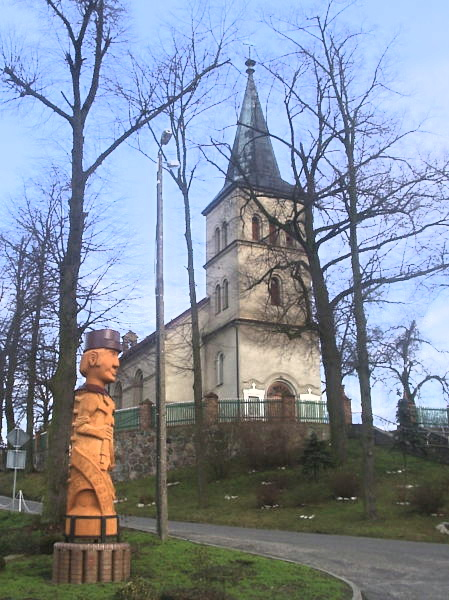
Kościół w Dłużynie
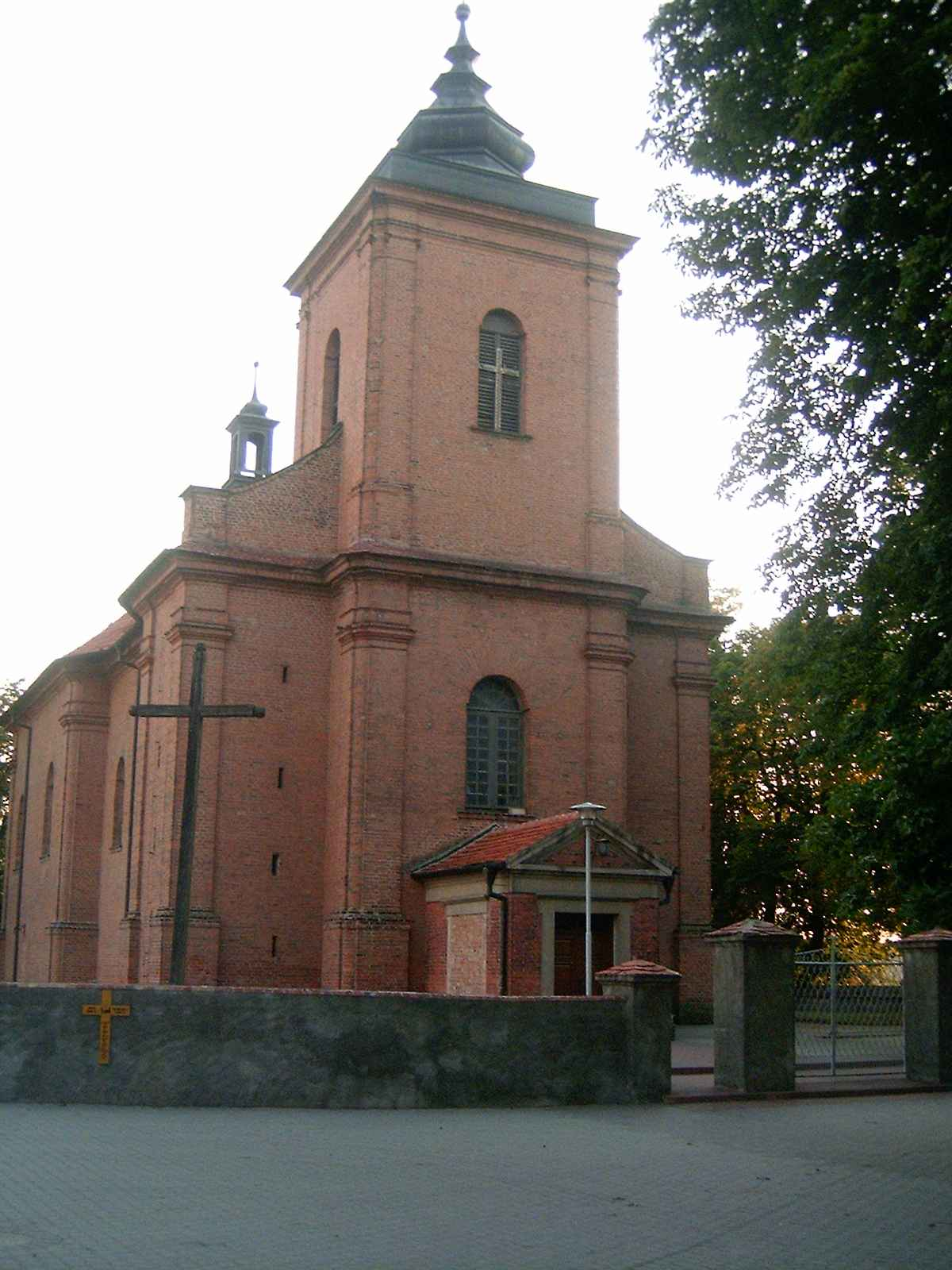
Kościół w Kaszczorze
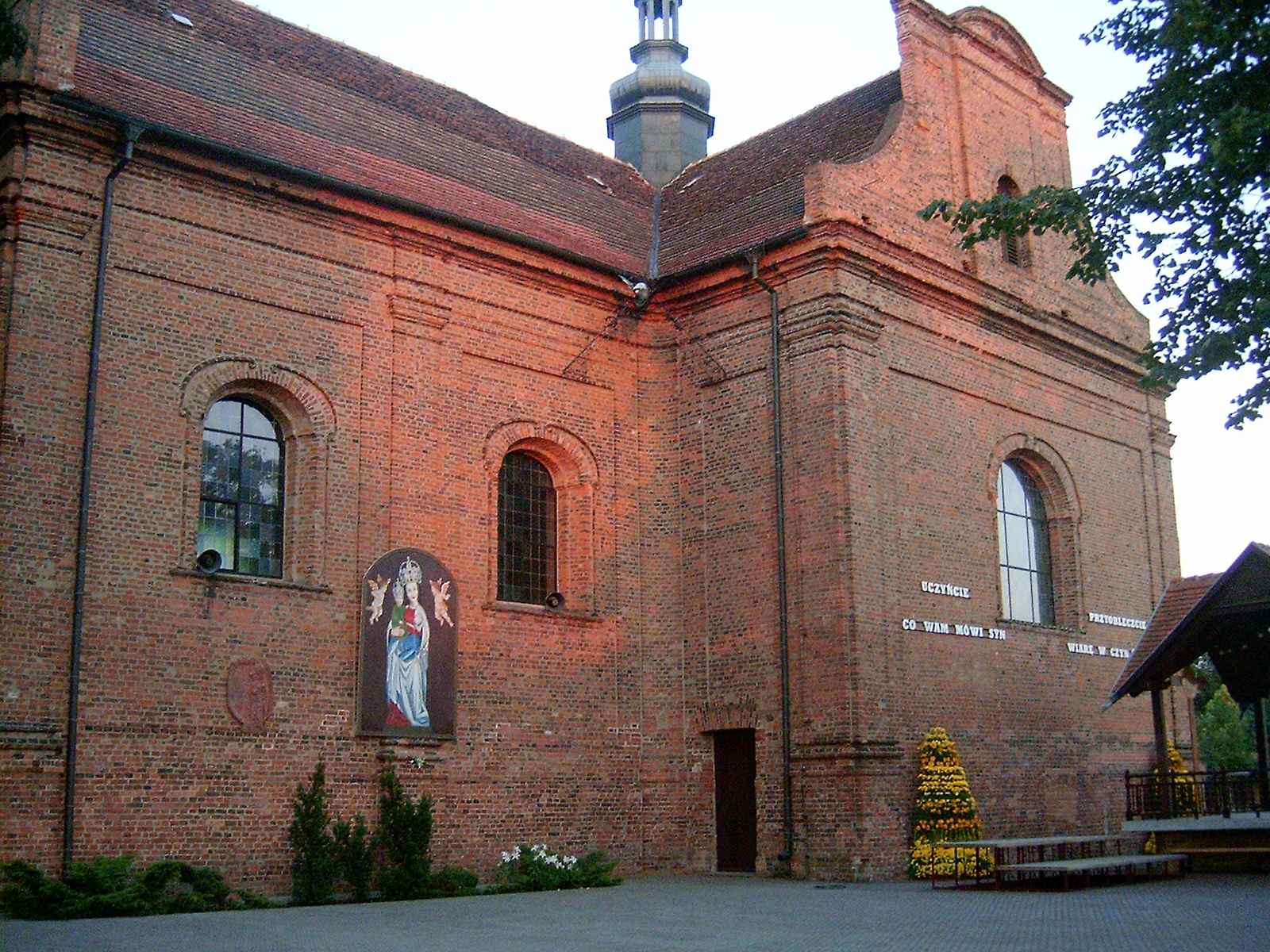
Kościół w Wieleniu
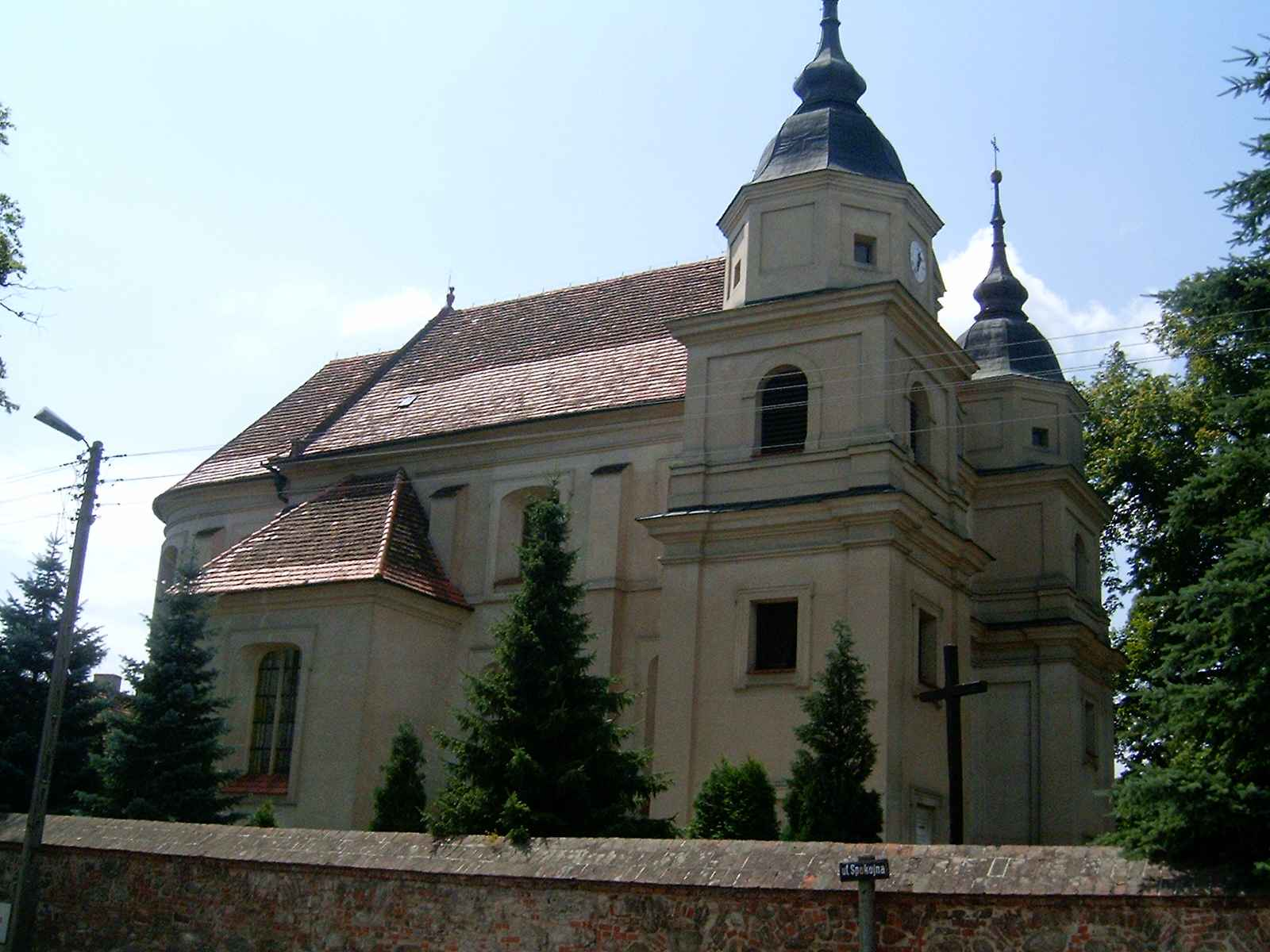
Kościół we Włoszakowiecach
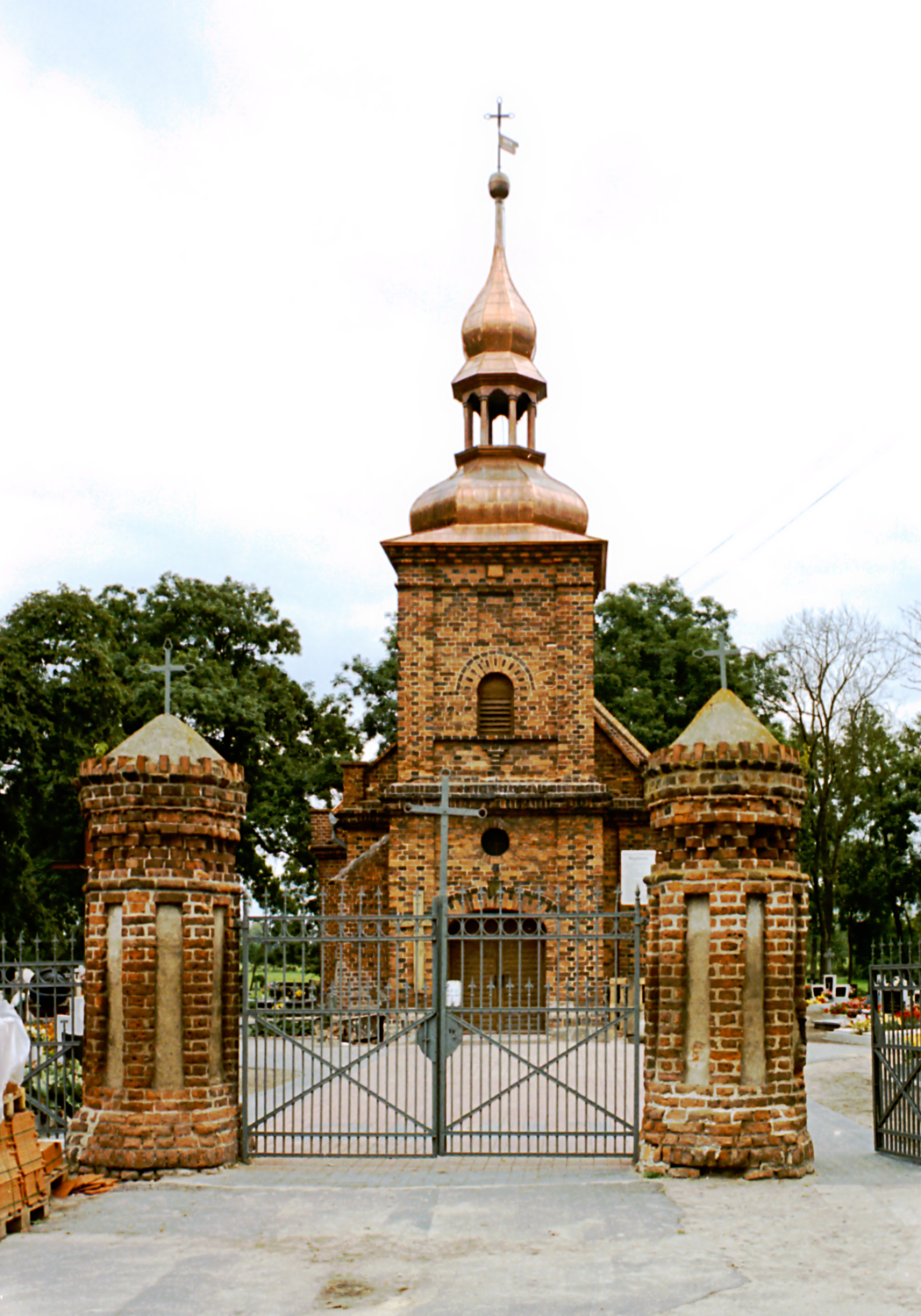
Kościół pw. św. Andrzeja w Przemęcie
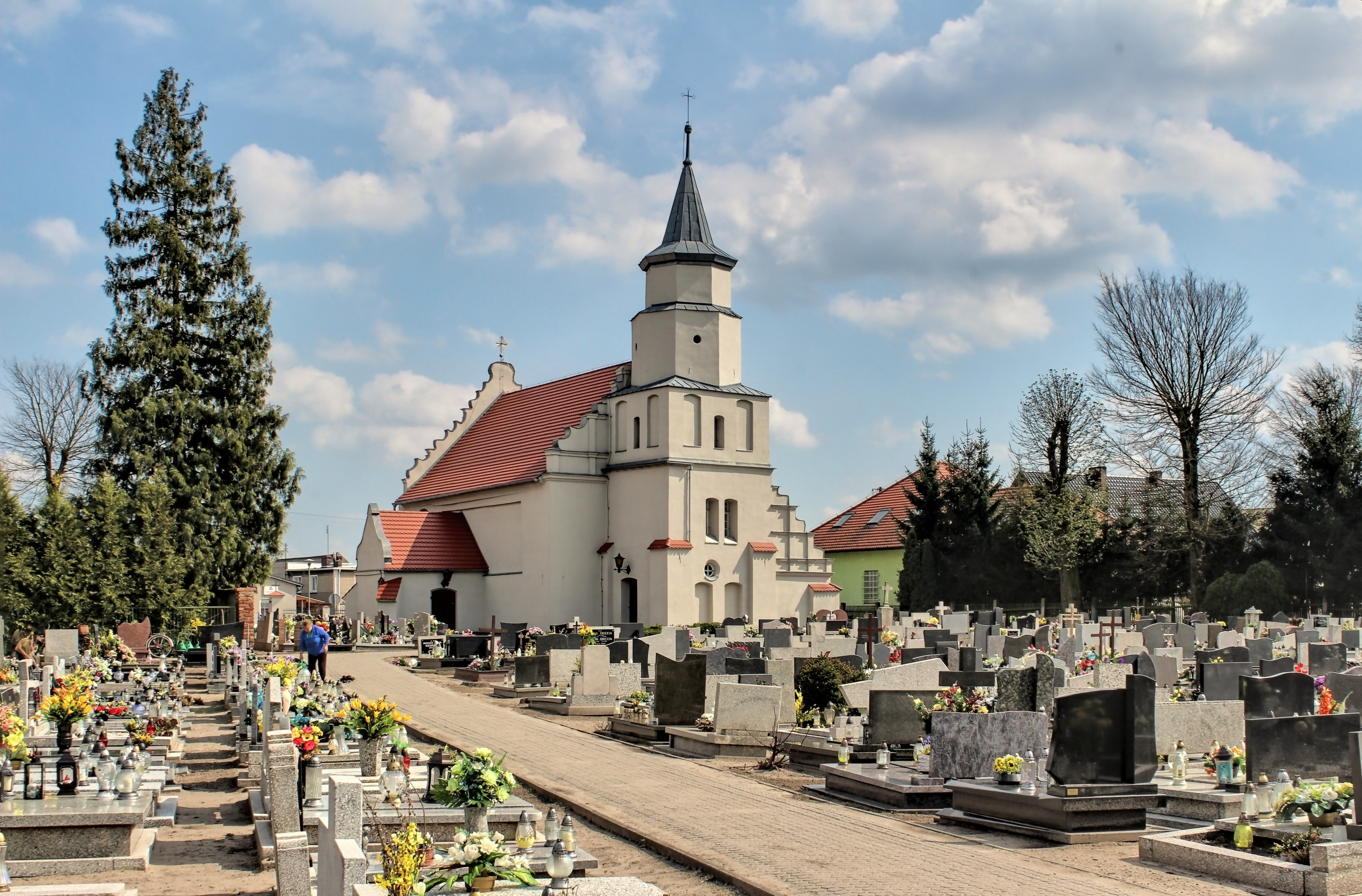
Kościół pw. św. Piotra i Pawła w Przemęcie
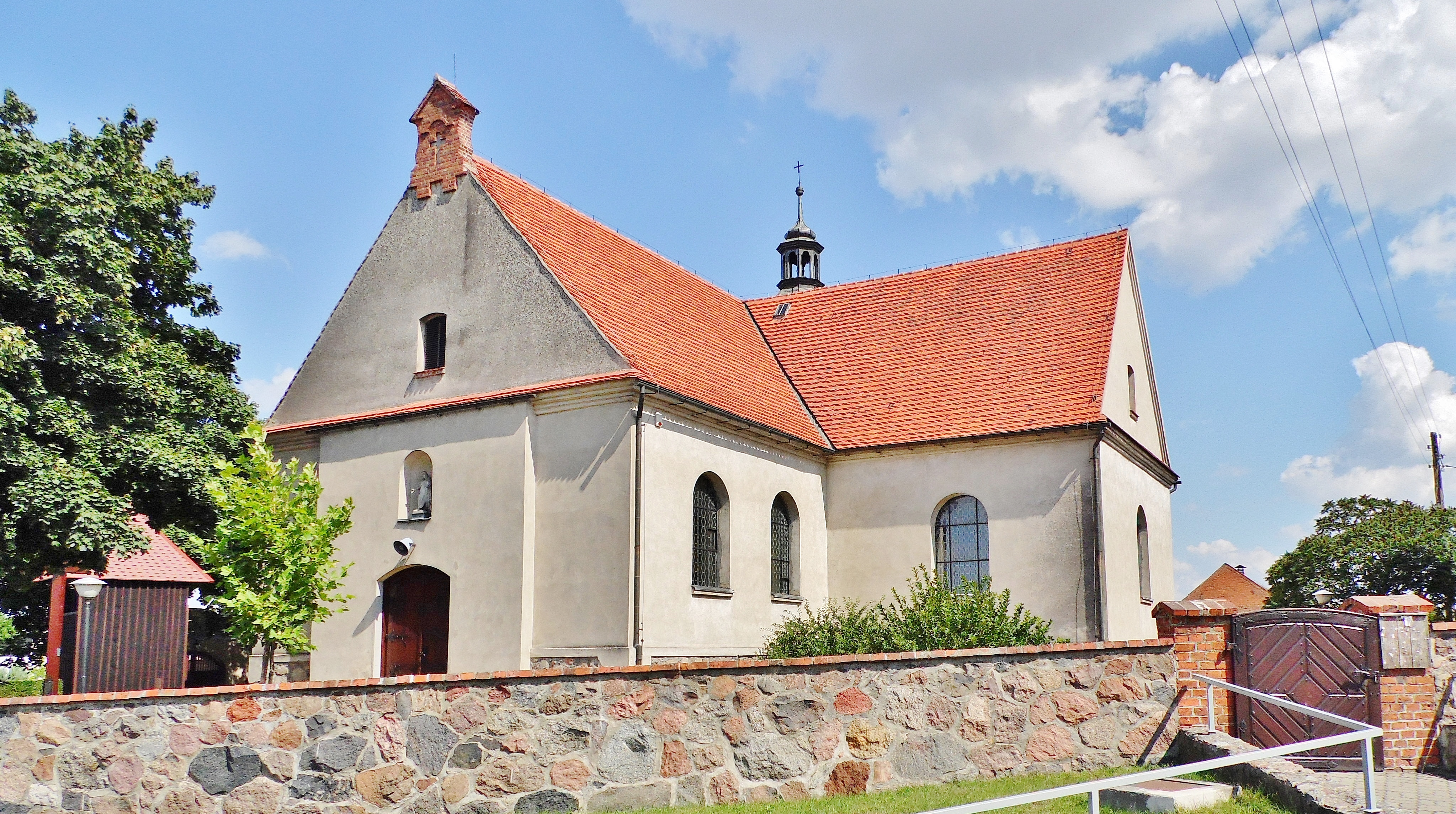
Kościół w Bukówcu Górnym